# Helmond Sport in het seizoen 1969/70
Het seizoen 1969/1970 was het 15e jaar in het bestaan van de Helmondse betaaldvoetbalclub Helmond Sport. De club kwam uit in de Eerste divisie en eindigde daarin op de 13e plaats. Tevens deed de club mee aan het toernooi om de KNVB Beker, hierin werd in de eerste ronde verloren van Willem II (0–2).

## Wedstrijdstatistieken

### Eerste divisie
|       | Blauw-Wit | FC Den Bosch '67 | SC Cambuur | D.F.C. | Elinkwijk | Excelsior | Fortuna | Fortuna SC | De Graafschap | Heracles | HVC   | RCH   | Veendam | Vitesse | Volendam | De Volewijckers | Willem II |
| ----- | --------- | ---------------- | ---------- | ------ | --------- | --------- | ------- | ---------- | ------------- | -------- | ----- | ----- | ------- | ------- | -------- | --------------- | --------- |
| Thuis | 0 – 0     | 0 – 0            | 1 – 1      | 1 – 0  | 4 – 1     | 2 – 0     | 1 – 0   | 3 – 0      | 1 – 2         | 1 – 0    | 1 – 0 | 1 – 3 | 3 – 2   | 0 – 1   | 0 – 0    | 0 – 1           | 1 – 2     |
| Uit   | 1 – 0     | 2 – 0            | 0 – 0      | 0 – 0  | 0 – 0     | 1 – 0     | 1 – 1   | 1 – 0      | 1 – 0         | 0 – 1    | 2 – 0 | 1 – 3 | 4 – 0   | 2 – 1   | 0 – 0    | 2 – 0           | 1 – 0     |

### KNVB beker
| 1e ronde                                 | Helmond Sport | 0 – 2 (0 – 0) | Willem II                       |
| 19 oktober 1969 Plaats: Helmond De Braak |               |               | 57', 80' (pen.) Gerrie Deijkers |

## Statistieken Helmond Sport 1969/1970

### Eindstand Helmond Sport in de Nederlandse Eerste divisie 1969 / 1970
| Stand | Gespeeld | Gewonnen | Gelijk | Verloren | Punten | Doelpunten voor | Doelpunten tegen |
| ----- | -------- | -------- | ------ | -------- | ------ | --------------- | ---------------- |
| 13e   | 34       | 10       | 9      | 15       | 29     | 26              | 32               |

### Topscorers
| #      | Naam                  | Goal |
| ------ | --------------------- | ---- |
| 1.     | Lambert Kreekels      | 11   |
| 2.     | Gerard van de Kerkhof | 5    |
| 3.     | Henk Daelmans         | 2    |
| 3.     | Tijn van Lier         | 2    |
| 3.     | Leo van der Linden    | 2    |
| 6.     | Wim van den Berk      | 1    |
| 6.     | Gerrie van Berlo      | 1    |
| 6.     | Joop Oomens           | 1    |
| 6.     | Sjors Voorjans        | 1    |
| Totaal | Totaal                | 26   |

| #      | Naam        | Goal |
| ------ | ----------- | ---- |
| –      | Geen speler | 0    |
| Totaal | Totaal      | 0    |

## Voetnoten
Blauw-Wit ·
FC Den Bosch '67 ·
Cambuur ·
D.F.C. ·
Elinkwijk ·
Excelsior ·
Fortuna SC ·
Fortuna ·
De Graafschap ·
Helmond Sport ·
Heracles ·
HVC ·
RCH ·
Veendam ·
Vitesse ·
Volendam ·
De Volewijckers ·
Willem II